# Dannemarie (Haut-Rhin)
Dannemarie, deutsch Dammerkirch, ist eine französische Gemeinde mit 2258 Einwohnern (Stand 1. Januar 2022) im Département Haut-Rhin in der Region Grand Est (bis 2015 Elsass). Sie gehört zum Kanton Masevaux-Niederbruck und ist Mitglied des Gemeindeverbandes Sud Alsace Largue.

## Geografie
Die Gemeinde liegt im Bereich der Burgundischen Pforte im Sundgau, zwischen den Städten Mülhausen (etwa 27 Kilometer nordöstlich) und Belfort (etwa 23 Kilometer westlich). In Dannemarie ändert der Ill-Nebenfluss Largue (deutsch: Larg) seinen Lauf in Richtung Nordosten. Das nun breitere Tal wird vom Rhein-Rhône-Kanal genutzt.

## Geschichte
Im Jahr 1016 wird der Ort als Danamarachiricha erwähnt, was Kirche der Domina (Herrin) Maria bedeutet. Im Laufe der Geschichte wechselte der Name mehrmals und nahm teils französische, teils deutsche Formen an. Im 13. Jahrhundert und bis 1324 gehörte der Ort zur Grafschaft Pfirt (Ferrette), bis 1648 zum Hause Habsburg und dann ging er an Kardinal Jules Mazarin über.
Nach der Französischen Revolution gehörte Dannemarie zum Arrondissement Belfort. 1871 wurde es dem deutschen Kreis Altkirch zugeordnet und gehört heute zum französischen Département Haut-Rhin.
Im Ersten Weltkrieg rückten schon im August 1914 französische Truppen in den Ort ein, der dann während der Kämpfe an der nahen Front auch militärisches Hauptquartier war.

### Bevölkerungsentwicklung
| Jahr      | 1962 | 1968 | 1975 | 1982 | 1990 | 1999 | 2007 | 2019 |
| Einwohner | 1380 | 1702 | 1965 | 1939 | 1820 | 1988 | 2324 | 2262 |

## Sehenswürdigkeiten
|  |

- Kirche Saint-Léonard
- Rathaus (Hôtel de ville) am gleichnamigen Platz
- Eisenbahn-Viadukt auf der Strecke Belfort – Mülhausen, eine 493 m lange steinerne Bogenbrücke über die Largue, die 1862 erbaut und seither viermal zerstört und wiederaufgebaut wurde (1870, 1914, 1915 und 1944).[2]

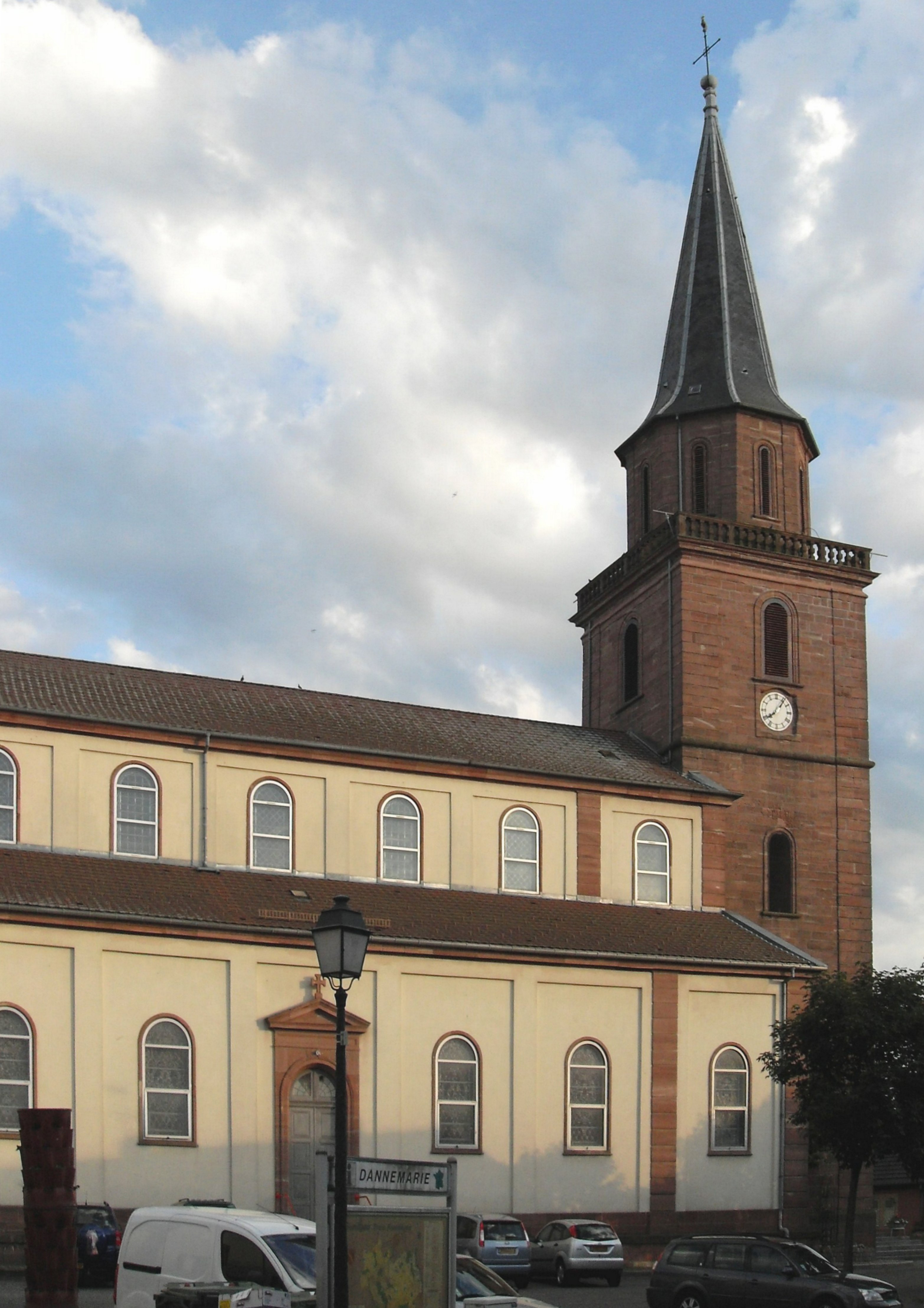
Kirche Saint-Léonard
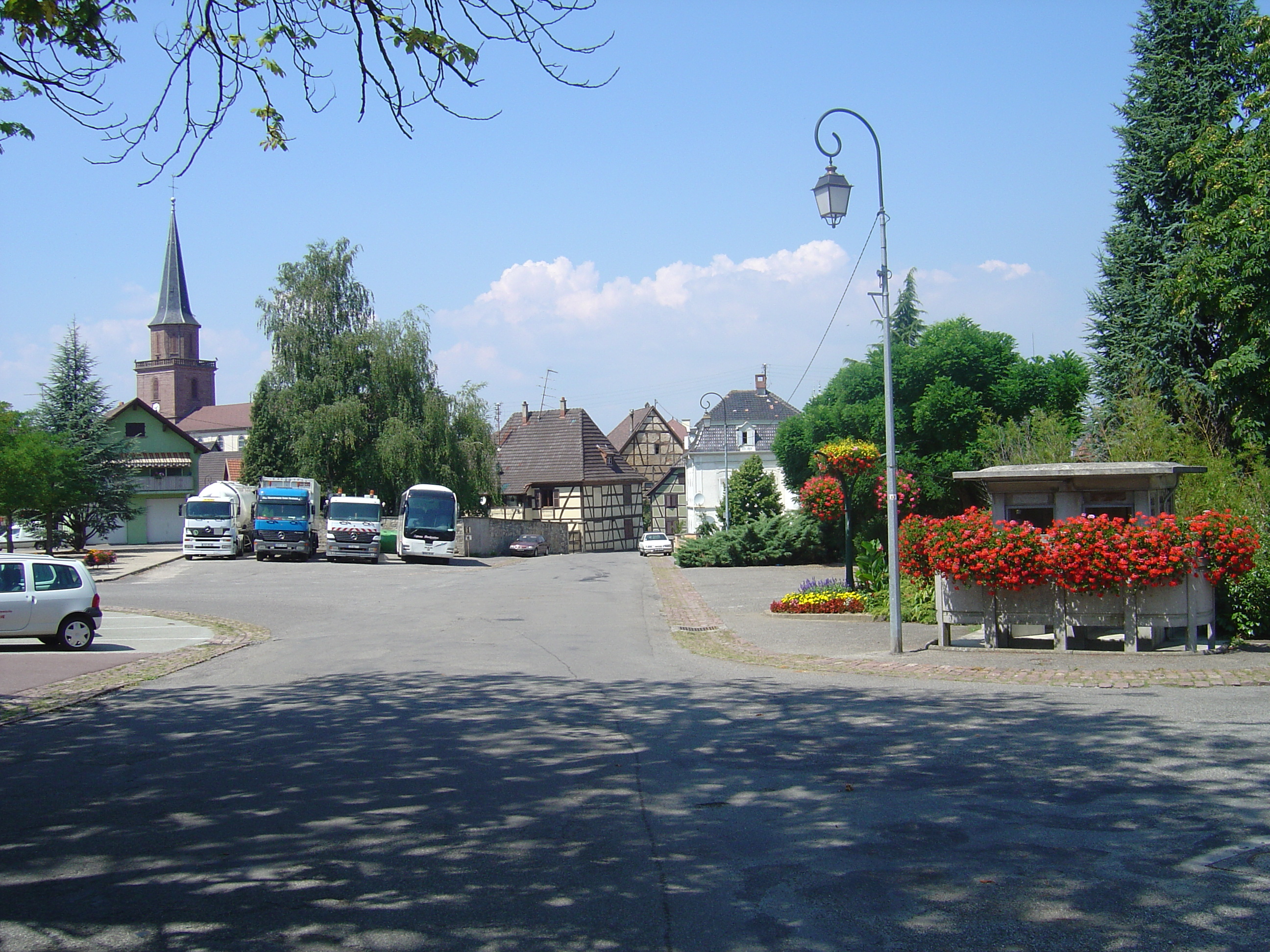
Place de la 5ème Division Blindée
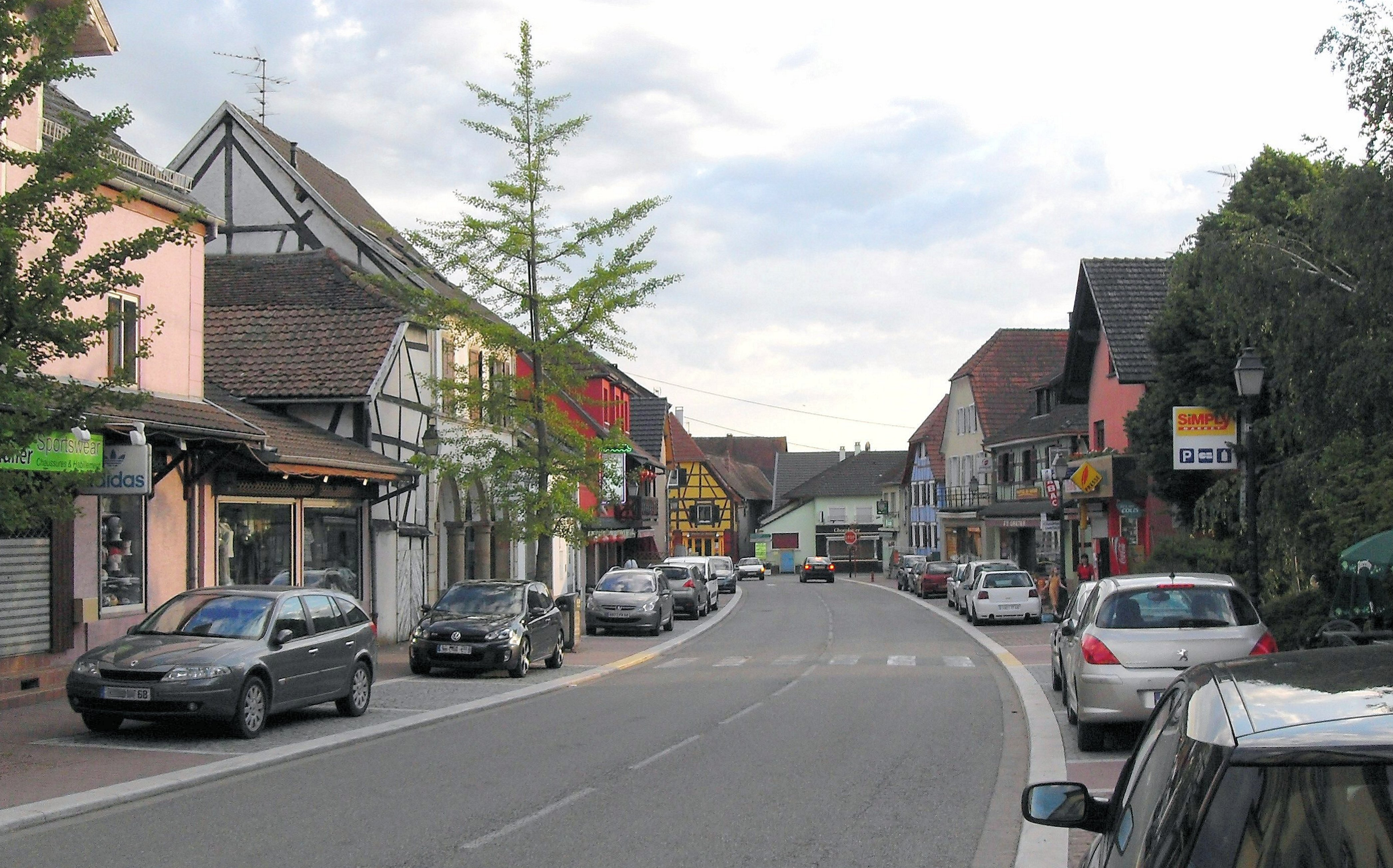
Rue Saint-Léonard
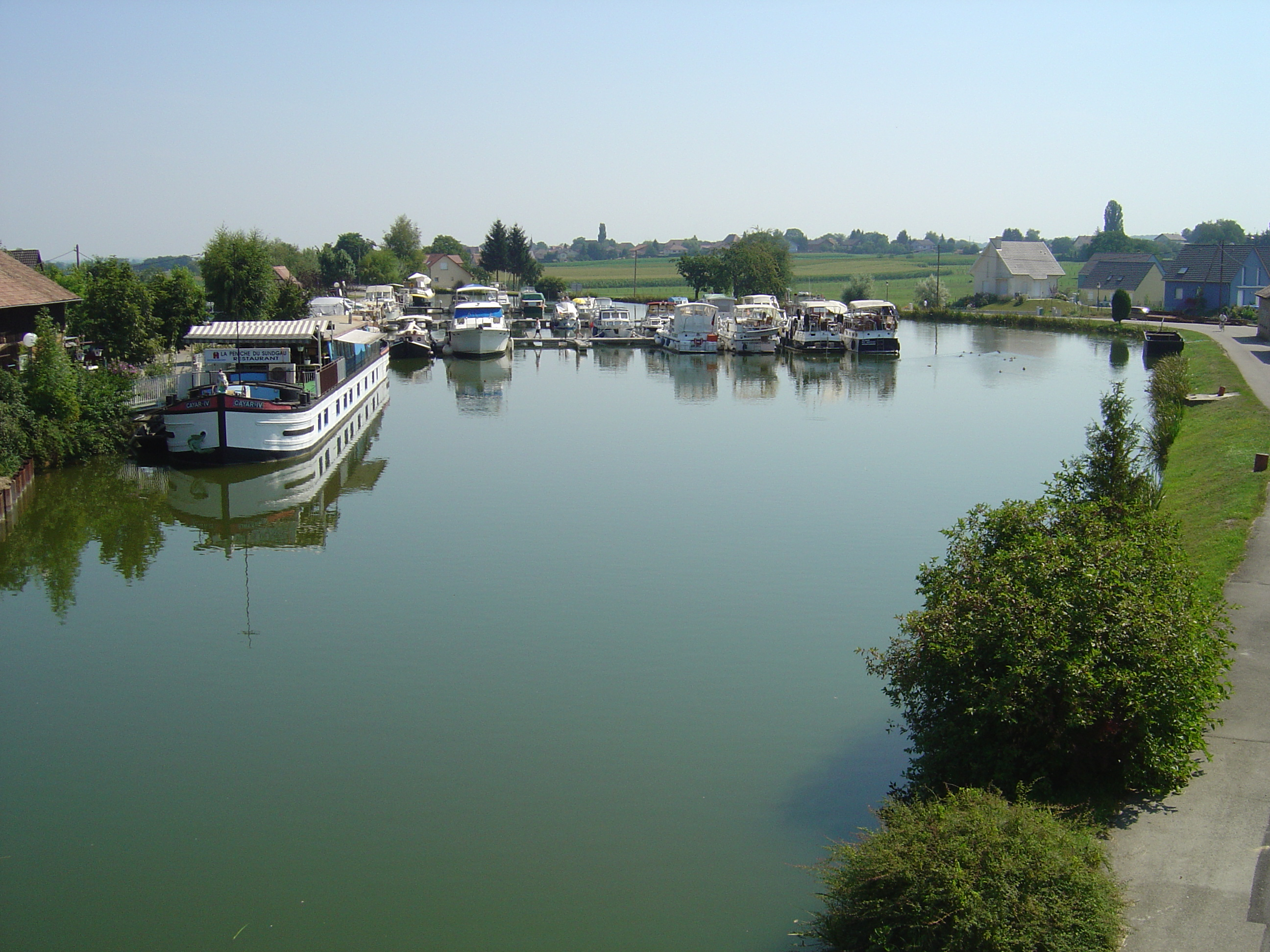
Hafen Dannemarie
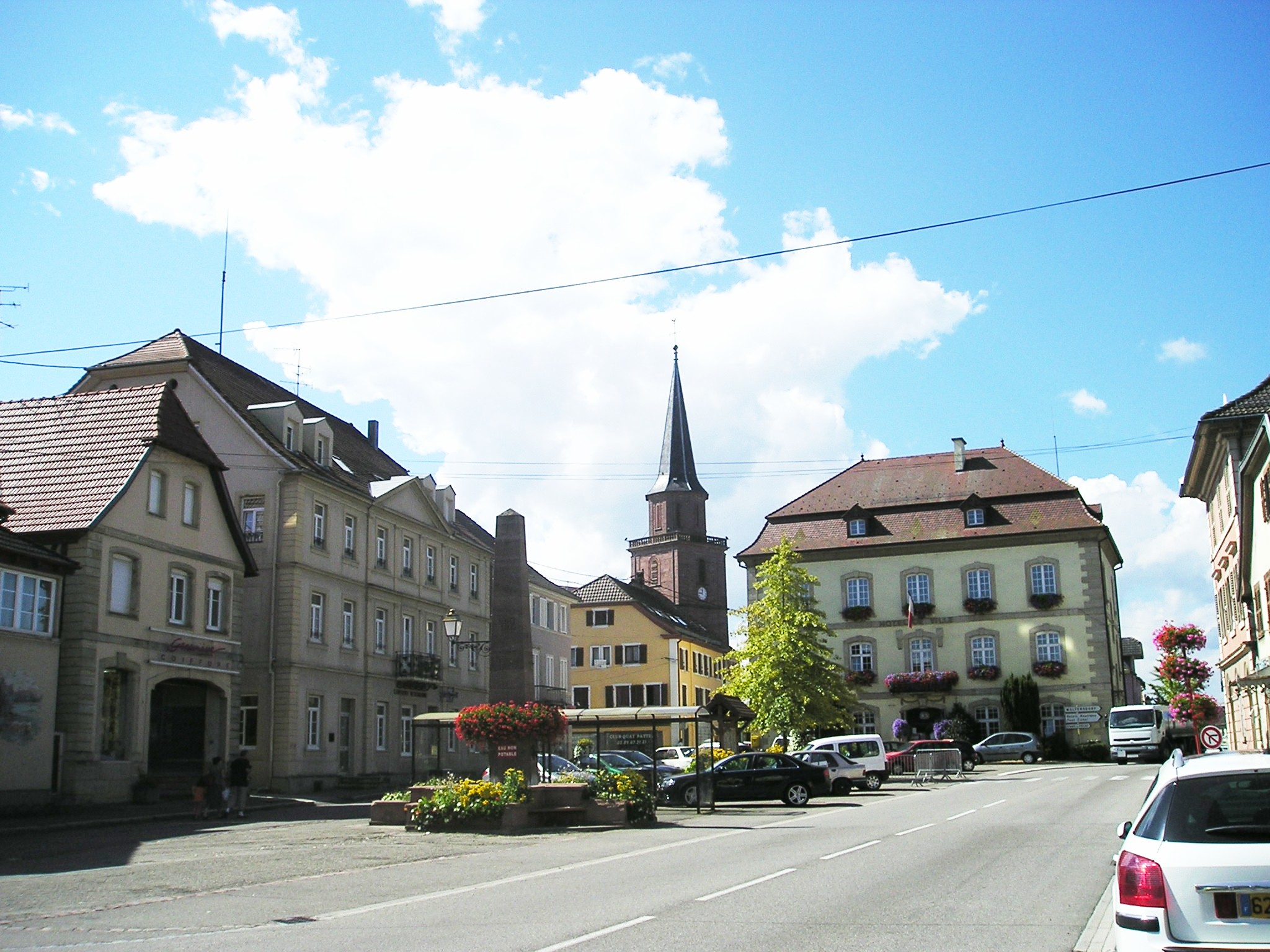
Ortskern von Dannemarie

## Verkehr
In Dannemarie kreuzen sich die Départementsstraßen D 103 (Thann – Delle) und D 419 (Belfort – Altkirch – Basel). Dannemarie besitzt einen Bahnhof an der Bahnstrecke Paris–Mulhouse, an diesem zweigte die Bahnstrecke Dannemarie–Pfetterhouse ab. Letztere wurde 1910 in Betrieb genommen und 1970 stillgelegt. Heute halten am Bahnhof Züge des TER Grand Est und TER Franche-Comté. Dannemarie hat eine Marina am Rhein-Rhône-Kanal.

## Persönlichkeiten
- Peter von Hagenbach, (um 1420–1474) burgundischer Landvogt
- Eugen Ricklin (1862–1935), elsässischer Politiker, in Dannemarie geboren
- Leo Justinus Kauffmann (1901–1944), elsässischer Komponist, in Dannemarie geboren
- Monique Wittig (1935–2003), französische Schriftstellerin und feministische Theoretikerin